# Серсіаль
Серсіаль (порт. Sercial) — технічний (винний) сорт винограду, що використовується для виробництва білих вин у Португалії, на острові Мадейра, де з нього роблять Мадеру. Один із чотирьох шляхетних сортів з яких традиційно і робилася Мадера.
Цікаво, що назва Серсіаль асоціюється швидше не з конкретним сортом винограду, а зі стилем Мадери, найсухішим, з найвищою кислотністю. За правилами ЄС, які регулюють виробництво Мадери, присутність назви Серсіаль на пляшці має означати, що у складі було використано не менше 85 % винограду цього сорту.

## Походження
Автохтонний португальський сорт винограду. Походить з Мадейри, звідки поширився в Іспанії та Португалії.

## Географія
Сорт культивується в Португалії, на острові Мадейра, але його популярність там падає. Після того, як філоксера спустошила виноградники Мадейри, сорт став популярнішим на континенті, де його часто називають Есганом або Есгана Као.
У Російські імперії сорт відомий з 1846 р. . Його культивують у Криму, у Вірменії, у Середній Азії.
У Криму часто зустрічається у змішаних посадках із сортом Вердельо. Ця сортозмішування є матеріалом для приготування високоякісних вин типу мадери .

## Основні характеристики
Кущі середньорослі. Листя середнє або велике, округле, хвилясто-воронкоподібне, п'ятилопатеве, середньо- або глибокорозсічене, темно-зелене, матове, знизу зі слабким павутинистим опушенням. Черешкова виїмка відкрита, склепінчаста, або закрита, з овальним просвітом. Квітка двостатева. Грона середні, ширококонічні, пухкі, гіллясті. Ягоди середні, округлі або овальні, світло-зелені з жовтим відтінком. Шкірочка товста, неміцна. М'якоть соковита, ніжна. Сорт середньопізнього періоду дозрівання. Період від початку розпускання бруньок до технічної стиглості ягід становить 145—160 днів за суми активних температур 2900-3200°С. Визрівання пагонів хороше. Урожайність — 60-100 ц/га. Морозостійкість низька. Ушкоджується оідіумом та мильдью .

## Застосування
Виноград використовується для виробництва білих кріплених вин типу Хереса або Мадери. Відомі кримські марочні вина кріплені, Мадера Масандра і Херес Масандра виготовляються з використанням Серсіаль.

## Синоніми
Cerceal, Esgana Cao, Esganosa, Madera, Serseal, Uva Cao.
З невідомих причин, гасконський сорт винограду Ондан в Австралії отримав назву Серсіаль. Жодного відношення до португальського тезки він не має.